# Ummidia hondurena
Espèce
Ummidia hondurena est une espèce d'araignées mygalomorphes de la famille des Halonoproctidae.

## Distribution
Cette espèce se rencontre au Honduras et au Salvador.

## Description
La carapace du mâle holotype mesure 5,11 mm de long sur 4,99 mm et la carapace de la femelle paratype mesure 5,43 mm de long sur 5,22 mm.

## Étymologie
Son nom d'espèce lui a été donné en référence au lieu de sa découverte, le Honduras.

## Publication originale
- Godwin & Bond, 2021 : « Taxonomic revision of the New World members of the trapdoor spider genus Ummidia Thorell (Araneae, Mygalomorphae, Halonoproctidae). » ZooKeys, no 1027, p. 1-65 (texte intégral).